# Podział administracyjny Mołdawii
Mołdawia podzielona jest na 32 rejony (raionaie), 5 miast wydzielonych (Kiszyniów, Bielce i Tighina/Bendery, Komrat, Tyraspol), jeden region autonomiczny (Gagauzja), oraz Naddniestrze, będące terytorium spornym.
1. Anenii Noi
2. Basarabeasca
3. Bryczany
4. Cantemir
5. Călărași
6. Căușeni
7. Cimișlia
8. Criuleni
9. Dondușeni
10. Drochia
11. Dubosary
12. Edineț
13. Fălești
14. Florești
15. Glodeni
16. Hîncești
17. Ialoveni
18. Kaguł
19. Leova
20. Nisporeni
21. Ocnița
22. Orhei
23. Rezina
24. Rîșcani
25. Sîngerei
26. Soroca
27. Strășeni
28. Șoldănești
29. Ștefan Vodă
30. Taraclia
31. Telenești
32. Ungheni

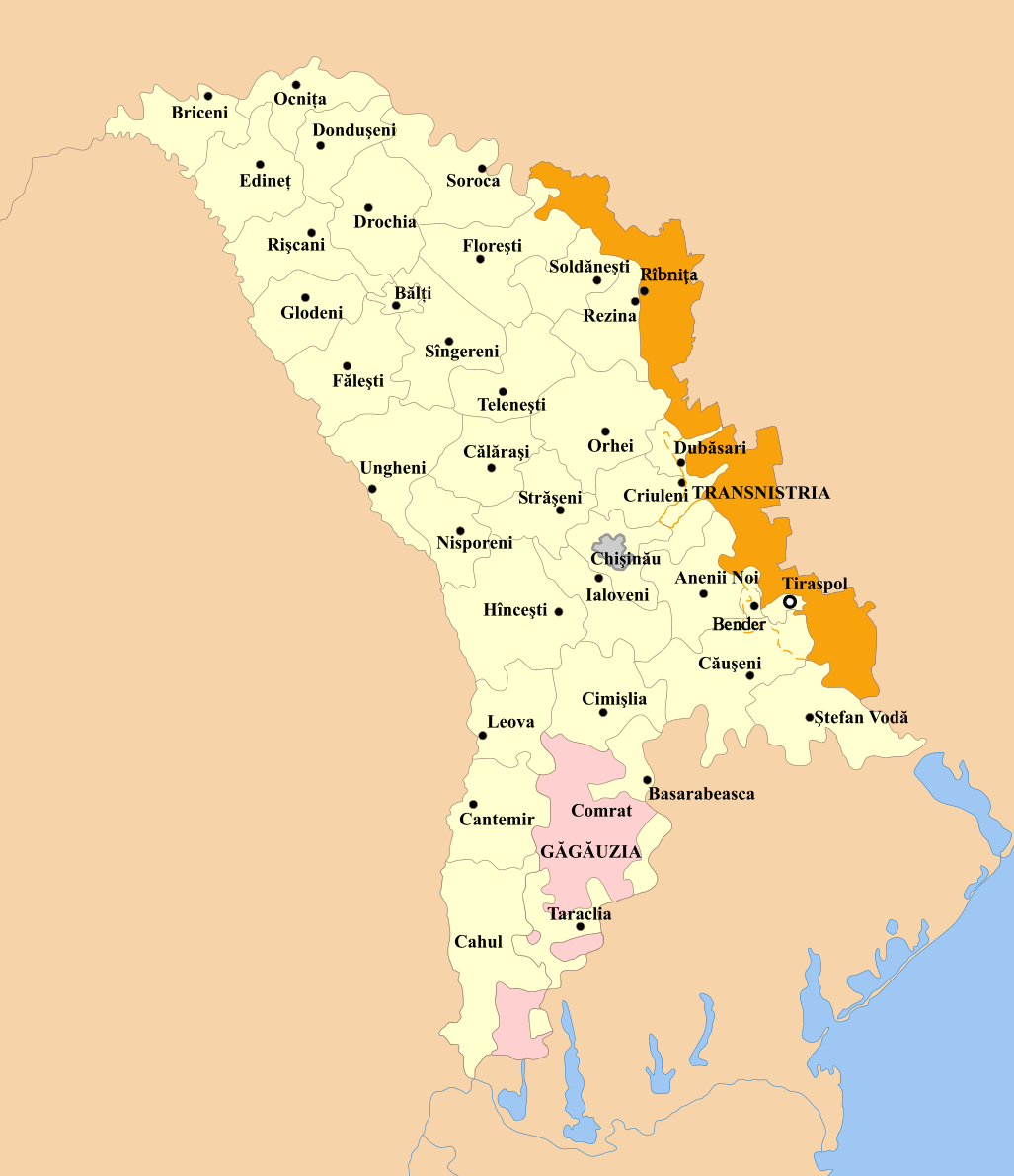
Obecny podział administracyjny Mołdawii

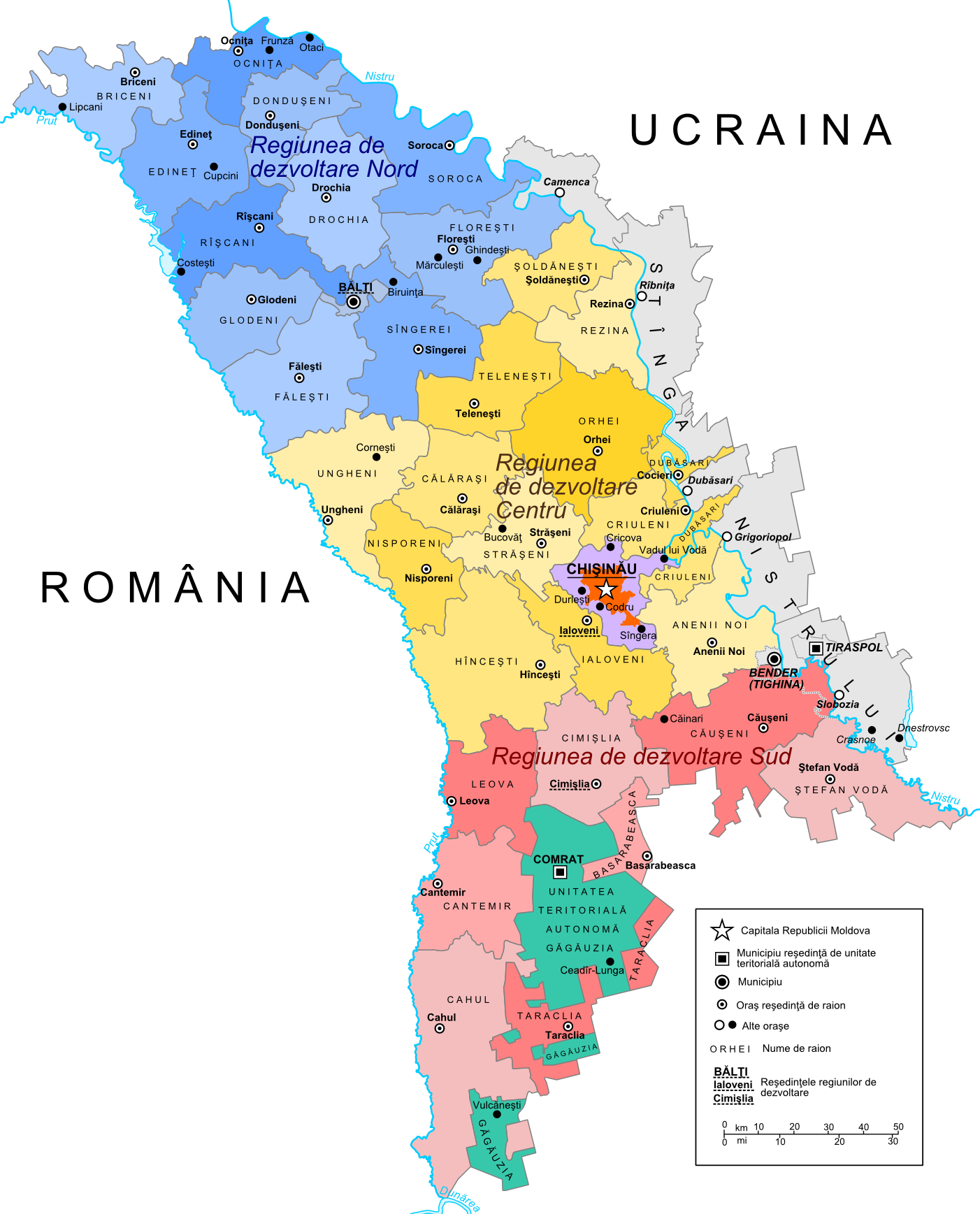
Podział administracyjny Mołdawii

Poprzednio, od końca lat 90. XX wieku do lutego 2003 Mołdawia dzieliła się na 9 okręgów (județe), (w nawiasach ich stolice):
- Bălți (Bielce)
- Cahul (Kaguł)

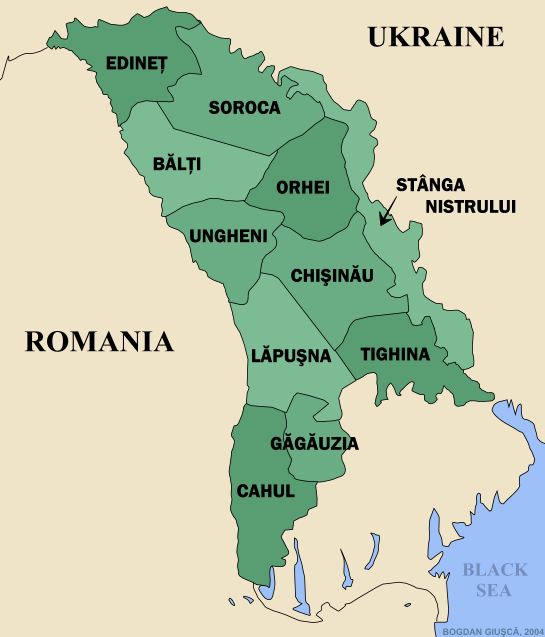
Wcześniejszy podział Mołdawii

- Chișinău (miasto wydzielone) (Kiszyniów)
- Edineț (Jedyńce)
- Găgăuzia (terytorium autonomiczne) (Komrat)
- Lăpușna (Hîncești)
- Orhei (Orgiejów)
- Soroca (Soroki)
- Stânga Nistrului (jednostka terytorialna) (Dubosary)
- Tighina (Căușeni)
- Ungheni (Ungheni)

Część Mołdawii leżąca na wschód od Dniestru, Naddniestrze, jest de jure jej częścią, w rzeczywistości jednak rząd mołdawski nie ma nad nią władzy.